# 移剌李家奴
移剌李家奴（?—?），元朝潭州（今湖南省长沙市）人。
他的父亲是潭州万户移剌琼。李家奴九岁时，母亲生病了，医生说不可治疗了，李家奴割下大腿肉，煮糜喂母亲进食，据说他母亲就好了。抚州路总管管如林、浑州民朱天祥，也有母亲得病自己割大腿肉给母亲吃的事迹，元朝朝廷旌表其家。